# Bjerke Travbane
Bjerke Travbane (eller populärt Bjerkebanen), i Bjerke, Oslo kommun, är en travbana och Norges nationalarena för travsport. Banan öppnades den 24 juni 1928 och var den första tävlingsbanan i Norge som erbjöd totalisatorspel på hästar. Bjerke Travbane har över 110 tävlingsdagar om året, men arrangerar också andra evenemang, exempelvis utställningar och bilrace. Även huvudkontoren för Norsk Rikstoto, Bjerke Travbane AS och Det Norske Travselskap ligger i anslutning till travbanan.
Här arrangeras bland annat Norges största travlopp Oslo Grand Prix varje år, med 1,5 miljoner norska kronor i förstapris.

## Urval av storlopp på banan

### Kallblod
- Norskt Kallblodskriterium 3-åriga
- Norskt Kallblodsderby 4-åriga
- Jacob Meyers Pokalløp för den äldre eliten (kan endast vinnas en gång)
- Lars Laumbs Løp för den äldre eliten (kan endast vinnas en gång)
- Alm Svartens Æresløp för den äldre eliten

### Varmblod
- Norskt Trav-Kriterium 3-åriga
- Norskt Travderby 4-åriga
- Oslo Grand Prix